# Sissa Micheli
Sissa Micheli (* 1975 in Bruneck, Italien) ist eine Kunstfotografin und Medienkünstlerin. In ihren Arbeiten verbindet sie Fotografie, Video, Objektkunst sowie Installationen.

## Leben
Sissa Micheli lebt und arbeitet in Wien. Sie studierte von 1994 bis 2001 Anglistik und Amerikanistik sowie Französisch und Italienisch an der Universität Wien. Sie verbrachte ein Auslandsjahr an der Heriot-Watt Universität in Edinburgh, Schottland. Von 2000 bis 2002 besuchte sie die Schule für künstlerische Photographie in Wien unter Leitung von Friedl Kubelka und absolvierte in den Jahren 2002 bis 2007 ihr Diplomstudium an der Akademie der bildenden Künste Wien bei den Professoren Franz Graf, Gunter Damisch und Matthias Herrmann, das sie mit Auszeichnung abschloss. 2006 traf sie während ihres New York Stipendiums Louise Bourgeois in ihrem New Yorker Atelier. 2007 bis 2011 war sie Dozentin an der internationalen Sommerakademie für bildende Kunst und Medientechnologie Venedig gemeinsam mit Friedl Kubelka. Sie ist Mitbegründerin und Kuratorin der Ausstellungsreihe „Schaugrund“.

## Werke
Das Wesentliche in Sissa Michelis Arbeiten sind deren vielschichtige, epische Bedeutungsebenen. Das zu Sehende verweist immer auch auf etwas Anderes, auf die Fortführung der Geschichte, eine zusätzliche Lesbarkeit oder eine oder mehrere weitere Versionen. Die Arbeiten lassen eine tiefgründige Neugierde der Künstlerin erahnen, ein offenes Staunen, das dem antiken Sich-Wundern verwandt ist, der philosophischen Grundlage zur Befragung des Seins. Das Bekannte, das Alltägliche, das scheinbar Dagewesene wird hinterfragt und um die eigene Achse gedreht, um dessen Bedeutung und Einschreibung zu überprüfen. Immer mit Ernsthaftigkeit, aber vor allen Dingen mit Lust am Erzählen, am Bild(enden), und mit einer Prise Ironie. Als Strategie dienen das Aufdecken und das Verhüllen bzw. das Verkleiden gleichermaßen. (Christina Nägele)

## Stipendien und Auszeichnungen
Micheli erhielt mehrere Preise und Stipendien, darunter 2003 den Meisterklassenpreis; 2008 den Preis der Akademie in Wien, in den Jahren 2009 und 2013 das Atelierstipendium London und Paris des BKA sowie im Jahr 2015 das Staatsstipendium für künstlerische Fotografie. Im Jahr 2016 wurde sie mit dem Preis „Künstlerin des Jahres“ des Südtiroler Künstlerbunds und des HGV ausgezeichnet. Sie verzeichnet zahlreiche nationale und internationale Einzel- und Gruppenausstellungen und ist in öffentlichen und privaten Sammlungen vertreten.

## Ausstellungen (Auswahl)
- 2005 Foto-forum Bozen (Italien)
- 2008 MUSA-Startgalerie / Eyes On – Monat der Fotografie Wien (Österreich)
- 2009 Fotoforum West Innsbruck (Österreich)
- 2013 EIKON Schaufenster, Museums Quartier Wien (Österreich)
- 2013 Kunst Meran, Meran (Italien); Galerie Goethe 2 Bozen (Italien)
- 2014 Bäckerstraße 4 – Plattform für junge Kunst, Wien (Österreich)
- 2014 Medienfassade Museion Bozen (Italien)
- 2014 Künstlerhaus (KM–) Halle für Kunst & Medien Graz (Österreich)
- 2015 Kunsthalle Nexus, Saalfelden (Österreich); Palais Metternich, Italienische Botschaft Wien (Österreich)